# Vojtěch Václav Sternberg
Vojtěch Václav Sternberg, též ze Sternbergu/ze Šternberka v německojazyčném prostředí Adalbert Sternberg, domácky neformálně Monši (14. ledna 1868 Pohořelice – 25. dubna 1930 Vídeň), byl rakouský a český šlechtic a politik, na počátku 20. století byl poslancem Říšské rady.

## Biografie

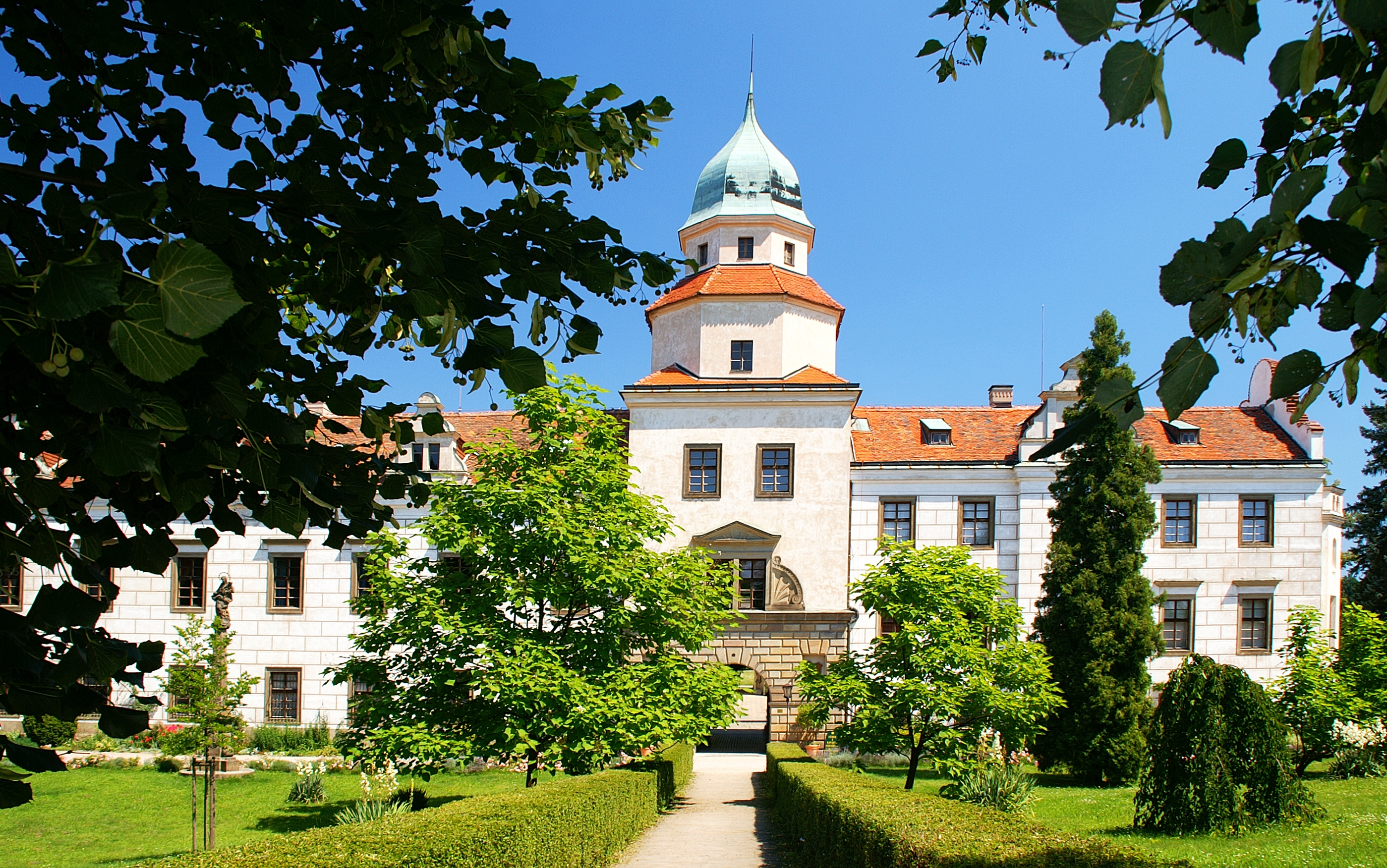
Zámek Častolovice

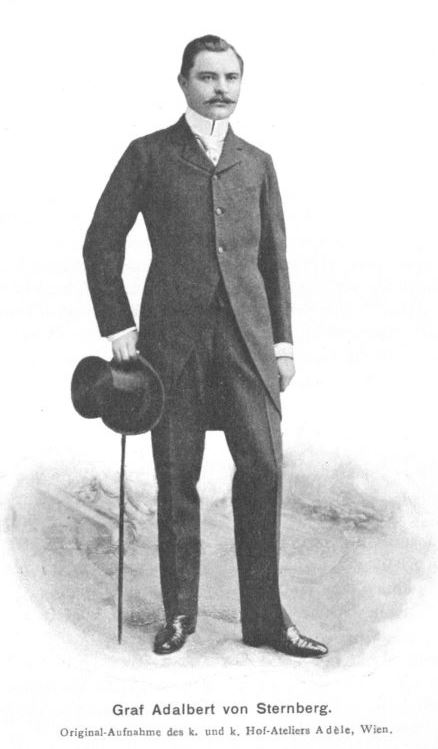
Hrabě Vojtěch Václav ze Šterberka v roce 1902

Narodil se jako Vojtěch Václav Jindřich Leopold Maria hrabě ze Šternberka do častolovické větvě rodu Šternberků. Jeho otcem byl generál Leopold Mořic ze Šternberka (1811–1899), matkou Louisa Hohenlohe-Barteinstein-Jagtsberg (1840–1873). Navštěvoval jezuitskou kolej v Kalksburgu (dnes Vídeň), do roku 1886 studoval jako privatista na gymnáziu v Uherském Hradišti, Stříbře a České Lípě. V letech 1890–1891 studoval právo (národní hospodářství) na univerzitě ve Štrasburku, závěrečné zkoušky však neskládal.
V mládí, po vojenské službě, hodně cestoval. V roce 1890 odjel do Afriky a navštívil Saharu, Tunisko a Alžírsko. V roce 1896 vycestoval do jižní Afriky. Konečně v roce 1899 pak ještě do Istanbulu, Malé Asie a poté zpět do Afriky – Zanzibaru, Německé východní Afriky a Transvaalu. Zúčastnil se coby dobrovolník búrské války a v roce 1900 jistý čas strávil v britském zajetí. V roce 1901 vyšla jeho kniha Z búrské války (Aus dem Burenkrieg), kde popsal své zážitky. Počátkem 20. století vykonal cestu do Severní Ameriky. Domů se vrátil v roce 1902.
Poté byl hospodářským správcem velkostatků svých příbuzných (knížat Metternicha, Croÿe, Salm-Reifferscheidta a svého bratra Leopolda Alberta Sternberga. Začal se také angažovat politicky. Ve volném čase se pohyboval v prostředí závodů a sázek. Psal také básně.
Koncem 19. století začal publikovat politické spisy. Sám se označoval za mladokonservativce a rozešel se s otcovým centralistickým politickým přesvědčením (Strana ústavověrného velkostatku). Sám nebyl formálně členem žádné strany, ale měl blízko ke Straně konzervativního velkostatku a ke staročechům. Sám se označil za německého sice jména ale českého smýšlení. Podporoval státoprávní uznání českých zemí po vzoru Uherska a jejich setrvání ve volném svazku Rakouska, v jeho spisech se také objevuje důraz na Slovanství a spolupráci Slovanů v monarchii.
Na počátku 20. století se zapojil i do celostátní politiky. Nejprve kandidoval do Moravského zemského sněmu za okres Boskovice v kurii venkovských obcí. V doplňovacích volbách roku 1904 se stal poslancem Říšské rady (celostátní zákonodárný sbor) za kurii venkovských obcí, obvod Hradec Králové, Jaroměř, Nové Město atd. Zvolen byl poté, co zemřel Jan Jaroš. Nastoupil 8. března 1904. Mandát obhájil v řádných volbách do Říšské rady roku 1907, konaných poprvé podle všeobecného a rovného volebního práva, nyní za obvod Čechy 42 (Skalice, Úpice). Usedl do poslanecké frakce Český klub (širší aliance českých, národně-konzervativních a liberálních subjektů). O jeho působení napsaly Národní listy: „V parlamentě se nepřipojil k žádné politické straně. Za své poslanecké činnosti způsobil v parlamentě velmi často velké vzrušení samorostlým způsobem svých projevů, ve kterých neobyčejně ostře útočil na dvorní kamarillu a na ministra zemské obrany (...) O způsobu, jakým ve svém českém volebním okresu prováděl předvolební agitaci, koluje ještě dnes celá řada historek velmi rozmarných.“
Kvůli svým názorům byl čestnou radou svého pluku zbaven důstojnické hodnosti. Za první světové války ovšem narukoval dobrovolně do rakousko-uherské armády a ve věku padesáti let absolvoval letecký výcvik v Badenu, za což mu císař vrátil hodnost. Za zásluhy dostal velkokříž a hodnost rytmistra v záloze. Po válce žil v Rakousku. Se zánikem monarchie se nesmířil a ve 20. letech vedl spory s Ottokarem Czerninem, kterého považoval za jednoho z viníků rozpadu Rakouska-Uherska. V kruzích rakouské šlechty měl četné odpůrce.
Zemřel ve vídeňském sanatoriu v dubnu 1930, podle vzpomínek příbuzných na nadměrné pití. Pohřben byl v zahradě františkánského kláštera v Zásmukách (za vlády komunistů klášter zrušen a ostatky exhumovány).

## Osobní život
Vojtěch Václav se přátelil s následníkem trůnu Františkem Ferdinandem. Byl také ctitelem Karla Havlíčka Borovského. Varoval před vznikem samostatného českého sátu, neboť předpokládal, že by se mohl stát obětí německé agrese.